# NGC 303
NGC 303 (ook wel PGC 3240) is een spiraalvormig sterrenstelsel in het sterrenbeeld Walvis. NGC 303 staat op ongeveer 400 miljoen lichtjaar van de Aarde.
NGC 303 werd in 1886 ontdekt door de Amerikaanse astronoom Francis Preserved Leavenworth.